# Kopači (vas)
Kopači (ukrajinsko Копачі) je vas blizu Černobila v Kijevski oblasti v Ukrajini, jugozahodno od porečja reke Pripjat. Po jedrski nesreči v Černobilu leta 1986 je bila vas onesnažena z radioaktivnostjo, nato pa evakuirana in je zdaj v Černobilskem izključitvenem območju. Vas je zapuščena od leta 1986.